# Citroën C6
| Sterne im Euro-NCAP-Crashtest |

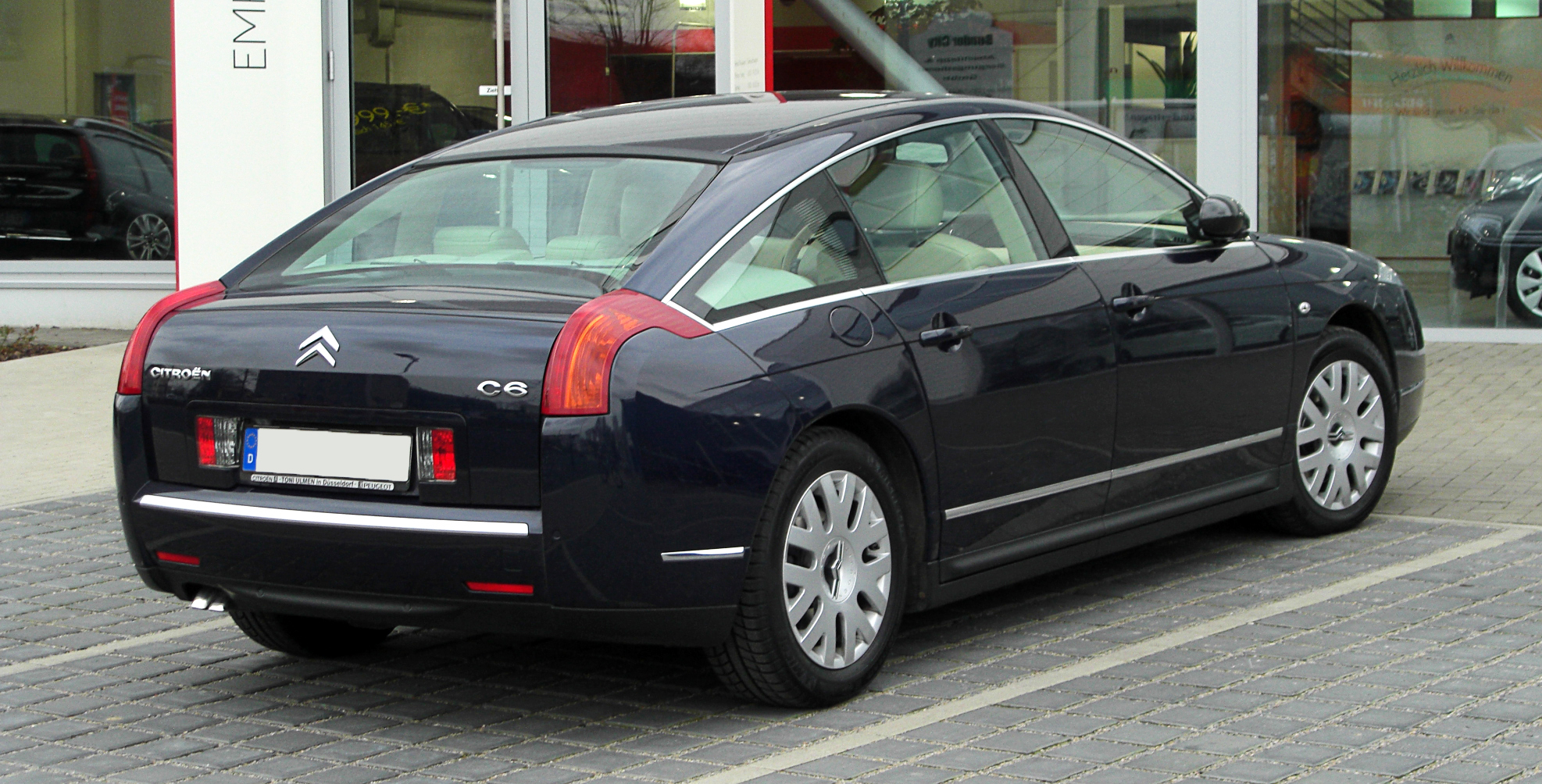
Heckansicht

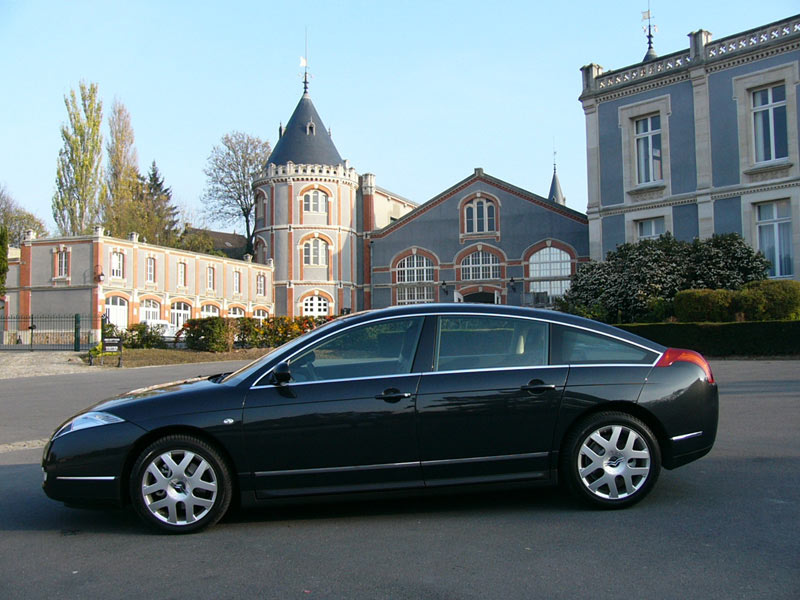
Das Profil erinnert an die Vorgängermodelle DS und CX

Der Citroën C6 ist ein Modell der französischen Automarke Citroën. Vorgestellt wurde es auf dem Genfer Auto-Salon 2005. Der Verkauf begann im November 2005 in Frankreich, in Deutschland wurde das Modell ab Mai 2006 angeboten.
Im Dezember 2012 lief die Produktion ohne Nachfolger aus. Der C6 wurde wie die Modelle Citroën C5 und Peugeot 508 I im bretonischen Rennes gefertigt. Es entstanden 23.384 Fahrzeuge.
Eine neue Generation des C6 wird seit Oktober 2016 ausschließlich auf dem chinesischen Markt angeboten.

## Geschichte
Mit dem C6 wollte Citroën an die Tradition der großen Limousinen DS, CX und XM anknüpfen, die einige Jahre unterbrochen worden war. Einen direkten Vorgänger gab es daher nicht; die Produktion der letzten großen Limousine, des Citroën XM, war bereits im Herbst 2000 ausgelaufen.
Die Gestaltung des C6 mit dem langen Radstand, dem vorderen Überhang und einer aerodynamischen Karosserielinie orientierte sich – unter Einbeziehung spezifischer Design-Zitate wie der konkav gewölbten Heckscheibe (CX) und der rahmenlosen Seitenscheiben (DS) – an seinen Vorgängern.
Während es von allen drei Vorgängermodellen eine Kombi-Version (bei Citroën „Break“ genannt) gegeben hatte, wurde eine Kombivariante des C6 nie entwickelt, da der C6 für die Oberklasse konzipiert war und das Segment des großen Kombis mit der Großraumlimousine C8 abgedeckt wurde.

## Sicherheit
Der Citroën C6 erreichte 2005 im Euro-NCAP-Crashtest bei der Bewertung der Insassensicherheit mit 34 Punkten das Maximum von fünf Sternen, bei der Insassensicherheit für Kinder 38 Punkte und damit vier Sterne von fünf möglichen sowie mit 28 Punkten bei der Bewertung der Fußgängersicherheit als erster Wagen das Maximum von vier möglichen Sternen. Dies wird hauptsächlich durch eine Motorhaube ermöglicht, die sich im Fall einer Kollision pyrotechnisch in Millisekunden um 6,5 cm anhebt und somit den Abstand des aufprallenden Körpers zu den harten Motorteilen vergrößert.

## Motorisierung
Die Plattform des C6, die mit kürzerem Radstand auch für den Citroën C5 verwendet wird, war mit insgesamt vier unterschiedlichen Motorisierungen lieferbar: Von 2005 bis 2009 war ein 3,0-Liter-V6-Ottomotor mit 155 kW erhältlich, dem ebenfalls von 2005 bis 2009 ein biturbogeladener 2,7-Liter-V6-Dieselmotor (HDi) mit 150 kW zur Seite stand. Im Zeitraum von 2006 bis 2010 kam ein biturbogeladener 2,2-Liter-Reihenvierzylinder-Dieselmotor (HDi) mit 125 kW hinzu. Diese drei Motoren entsprechen der Schadstoffklasse 4; beide Dieselmotoren besitzen einen Partikelfilter (FAP). Als Getriebe war ein Sechsstufen-Automatikgetriebe verbaut; für den Reihenvierzylinder-Dieselmotor war außerdem ein Schaltgetriebe erhältlich.
Anfang Juli 2009 wurde der biturbogeladene 2,7-Liter-V6-Dieselmotor durch einen weiterentwickelten 3,0-Liter-V6-Dieselmotor (HDi) (PSA DT-20C) mit gleicher Motoraufladungstechnik ersetzt, der wie bereits der Vorgänger von Ford in deren Fabrik im englischen Dagenham gebaut wurde und ebenfalls auch im Jaguar XF und Jaguar XJ Verwendung fand. Er leistet bei einem Systemdruck im Common Rail von 2000 bar 27 kW (37 PS) mehr, hat jedoch einen um etwa 1 Liter pro 100 Kilometer geringeren Treibstoffverbrauch als der 2,7-l-Dieselmotor und entspricht der Schadstoffklasse 5.
| Modell                     | Motorart    | Motorbauart | Hubraum  | max. Leistung   | max. Drehmoment         | Bauzeit         |
| -------------------------- | ----------- | ----------- | -------- | --------------- | ----------------------- | --------------- |
| 3.0 V6                     | Ottomotor   | V6          | 2946 cm³ | 155 kW (211 PS) | 290 Nm bei 3750/min     | 09/2005–02/2009 |
| 2.2 HDi 170 Biturbo FAP    | Dieselmotor | R4          | 2179 cm³ | 125 kW (170 PS) | 370 Nm bei 1500/min (1) | 12/2006–06/2010 |
| 2.7 V6 HDi 205 Biturbo FAP | Dieselmotor | V6          | 2720 cm³ | 150 kW (204 PS) | 440 Nm bei 1900/min     | 09/2005–02/2009 |
| 3.0 V6 HDi 240 Biturbo FAP | Dieselmotor | V6          | 2992 cm³ | 177 kW (241 PS) | 450 Nm bei 1600/min     | 07/2009–12/2012 |

## Ausstattungsmerkmale
Der Wagen wartet serienmäßig mit einer Palette gängiger Komfort- und Sicherheitsmerkmale auf wie beispielsweise frontalen und seitlichen Airbags (bis zu neun Stück), automatischer Fahrlichteinschaltung, Geschwindigkeitsregelungsautomatik, 2-Zonen-Klimaanlage mit separat regelbarem Gebläse und Luftauslässen im Fondbereich sowie zweifach programmierbarem Fahrersitz.
Ein besonders hervorzuhebendes Merkmal ist das hydropneumatische Fahrwerk (Hydractive 3+), bei dem stickstoffgefüllte Federkugeln die Fahrzeugfederung übernehmen. Ein Head-Up-Display spiegelt die Geschwindigkeit des Fahrzeugs und die Anweisungen des Navigationssystems in die Windschutzscheibe im Blickfeld des Fahrers. Der AFIL-Spurassistent warnt den Fahrer beim Überfahren einer Fahrbahnmarkierung ohne Blinkersetzung durch Rütteln im Fahrersitz. Ein bei den Sechszylindervarianten in der Heckklappe bündig eingesetzter Heckspoiler, der in zwei Stufen bei 65 km/h und bei 125 km/h automatisch ausfährt, soll die Straßenlage bei hohen Geschwindigkeiten verbessern. Das Einfahren des Spoilers erfolgt bei etwa 107 km/h.
Das Automagazin Top Gear (BBC) bestätigte dem C6 auf holperiger Strecke besten Federungskomfort. Auf stark eingekerbten Fahrrillen, wie sie auf ländlich genutzten Feldwegen anzutreffen sind, kann die Karosserie für eine genügende Bodenfreiheit vom Federungssystem in zwei wählbaren Stufen angehoben werden. Die Modelle mit Sechszylindermotor verfügen zudem über eine variable Dämpfung (AMVAR = AMortissement VARiable). Hierbei registriert ein Steuergerät die Vertikalbewegungen jedes einzelnen Rades in Echtzeit. Jedem Radfederzylinder ist eine individuelle Dämpfereinheit zugeordnet, die in Abhängigkeit von den registrierten Vertikalbewegungen des jeweiligen Rades vom Steuergerät aus 16 verschiedenen Kennlinien bis zu 400-mal in der Sekunde die bestmögliche Dämpfungseinstellung erhält.
Der C6 hat eine konkav geformte Heckscheibe, die sich durch ihre Wölbung nach innen – und den daraus resultierenden höheren Druck des Fahrtwindes auf die Glasfläche – selbstständig von Regentropfen und Schmutzpartikeln befreit. Die „Exclusive“-Ausstattungsvariante verfügt über geräuschdämmende Verbundglas-Seitenscheiben, die sich beim Öffnen der Türen kurz zuvor einen kleinen Spalt öffnen. Dadurch wird beim späteren Schließen der Türen nur wenig Kraft gebraucht, weil die Luft im Innenraum beim Zuschlagen nicht komprimiert wird, sondern durch diesen Spalt entweichen kann.
Der Wagen verfügt über eine automatisch mitlenkende Scheinwerfereinheit mit Xenon-Gasentladungslampen. Die Reifendrücke werden mittels Reifendrucksensoren überwacht. Die Außenspiegel klappen beim Verriegeln der Türen ein und signalisieren optisch, dass die Türen sicher verriegelt sind.
Das Infotainmentsystem kann aus einem Radio oder einem Radio-Telefon-Navigationsgerät RT3, RT4 oder RT5 bestehen, optional wurde ein JBL-Soundsystem mit zusätzlichen Subwoofern in der Heckablage angeboten. Ein 7″-Farbmonitor in der Mitte des Armaturenbretts dient zur Anzeige der Navigations-, Telefon- und Multimediadaten. Die Funktionen der Radio-Navigationsgeräte können per Stimmenerkennungs-System bedient werden. Ebenso bieten diese Geräte eine Freisprechfunktion für ihre integrierte Telefonanlage mit SIM-Karte. Die in der Türverkleidung eingelassenen Ablagefächer werden von einer halbkreisförmigen Scheibe (optional Echtholz) abgedeckt.

## Staatskarosse
Der französische Präsident Nicolas Sarkozy nutzte einen C6 als Staatskarosse.

## Zulassungszahlen
Zwischen 2005 und 2012 wurden in der Bundesrepublik Deutschland 3.701 Citroën C6 neu zugelassen. Mit 1.751 Einheiten war 2007 das erfolgreichste Verkaufsjahr.
|  |

|  |

|  |

|  |

|  |

|  |

|  |

|  |

|  |

|  |

|  |

|  |

|  |

|  |

|  |

|  |

|  |

|  |

|  |

|  |

|  |

|  |

|  |

|  |

|  |

|  |

|  |

|  |

|  |

|  |

|  |

|  |

|  |

|  |

|  |

|  |

|  |

|  |

|  |

|  |

|  |

|  |

|  |

|  |

|  |

|  |

|  |

|  |

|  |

|  |

|  |

|  |

|  |

|  |

|  |

|  |

|  |

|  |

|  |

|  |

|  |

|  |

|  |

|  |

|  |

|  |

|  |

|  |

|  |

|  |

|  |

|  |

|  |

|  |

|  |

|  |

|  |

|  |

|  |

|  |

|  |

|  |

|  |

|  |

|  |

|  |

|  |

|  |

|  |

|  |

|  |

|  |

|  |

|  |

|  |

|  |

|  |

|  |

|  |

|  |

|  |

|  |

|  |

|  |

|  |

|  |

|  |

|  |

|  |

|  |

|  |

|  |

|  |

|  |

|  |

|  |

|  |

|  |

|  |

|  |

|  |

|  |

|  |

|  |

|  |

|  |

|  |

|  |

|  |

|  |

|  |

|  |

|  |

|  |

|  |

|  |

|  |

|  |

|  |

|  |

|  |

|  |

|  |

|  |

|  |

|  |

|  |

|  |

|  |

|  |

|  |

|  |

|  |

|  |

|  |

|  |

|  |

|  |

|  |

|  |

|  |

|  |

|  |

|  |

|  |

|  |

|  |

|  |

|  |

|  |

|  |

|  |

|  |

|  |

|  |

|  |

|  |

|  |

|  |

|  |

|  |

|  |

|  |

|  |

|  |

|  |

|  |

|  |

|  |

|  |

|  |

|  |

|  |

|  |

|  |

|  |

|  |

|  |

|  |

|  |

|  |

|  |

|  |

|  |

|  |

|  |

|  |

|  |

|  | Benziner (188) |

|  | Benziner (188) |

|  | Diesel (3.513) |

|  | Diesel (3.513) |